# Kleine Lule
De Kleine Lule, Zweeds: Lilla Luleälven, is een rivier in Zweden, die door het Zweedse deel van Lapland stroomt, en is een zijrivier van de Grote Lule. Het water van de Kleine Lule komt uit een aantal meren in de omgeving van Jokkmokk, te weten het Vajkijaur, Purkijaur en Randijaur en mondt in Vuollerim in de Grote Lulerivier uit, die daar in de Lule overgaat en dan naar Luleå verder stroomt. De stroomsnelheid en het hoogteverschil van de Kleine Lule is in tegenstelling tot de Grote Lule te gering om een waterkrachtcentrale in te bouwen. De Kleine Lulerivier is ongeveer 43 km lang.
Afwatering: Kleine Lule → Lule → Botnische Golf